# Drieteensalangaan
De drieteensalangaan (Aerodramus papuensis; synoniem: Collocalia papuensis) is een vogel uit de familie Apodidae (gierzwaluwen).

## Verspreiding en leefgebied
Deze soort is endemisch op Nieuw-Guinea.